# Мешкаускас, Эугениюс Клеопович
Эугениюс Клеопович Мешкаускас — советский литовский учёный-философ, профессор Вильнюсского университета.

## Биография
Родился в 1909 году в Аукштракисе. Член КПСС.
Студент Каунасского университета, участник и организатор студенческого союза «Аврора».
После сожжения родительской фермы остался без средств к существованию и работал клерком в «Pienocentras».
Женился на Михалине Станислововне Навикайте (1907—1990), будущем министре кинематографии Литовской ССР.
В 1940—1941 гг. — преподаватель марксизма-ленинизма Каунасского университета.
В 1942—1944 гг. — заместитель главного редактора газеты «Советская Литва».
В 1944—1947 гг. — преподаватель, в 1947—1956 гг. — декан факультета истории и философии, в 1956—1959 гг. — проректор по научной работе, в 1959—1987 гг. — заведующий кафедрой философии Вильнюсского государственного университета.
Умер в 1997 году в Вильнюсе.

## Научная деятельность
Исследовал проблемы познания (понятия о пространстве, времени, материи, развитии и др., роль практики в познавательном процессе), научную методологию, детерминизм, материализм, диалектику, общественное сознание, теорию идеологии. Он написал несколько книг и статей по методологическому содержанию философии, по теории познания, теории идеологии и истории философии.
Наиболее важные его публикации печатались в номерах журнала «Проблемос»:
- Проблема пространства и времени в философии // Проблемос, 1977, № 2 (20), с. 13-15.
- Диалектическая концепция процесса развития // Проблемос, 1987, № 36, стр. 5-13.

Среди наиболее важных его книг:
- Metodologiniai marksistinės filosofijos bruožai / Eugenijus Meškauskas, Krescencijus Stoškus, Justinas Karosas, Jūratė Skersytė. – Vilnius: Mintis, 1981. – 189 p.
- Marksistinės filosofijos metodologinė apybraiža. – Vilnius: Mintis, 1988. – 146 p. – ISBN 5-417-00026-4

## Награды
- Орден Октябрьской Революции (1979)
- Орден Трудового Красного Знамени (1950)
- Медаль «За трудовую доблесть» (1961)